# Îles du Salut

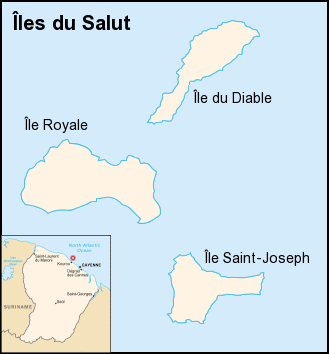
Îles du Salut

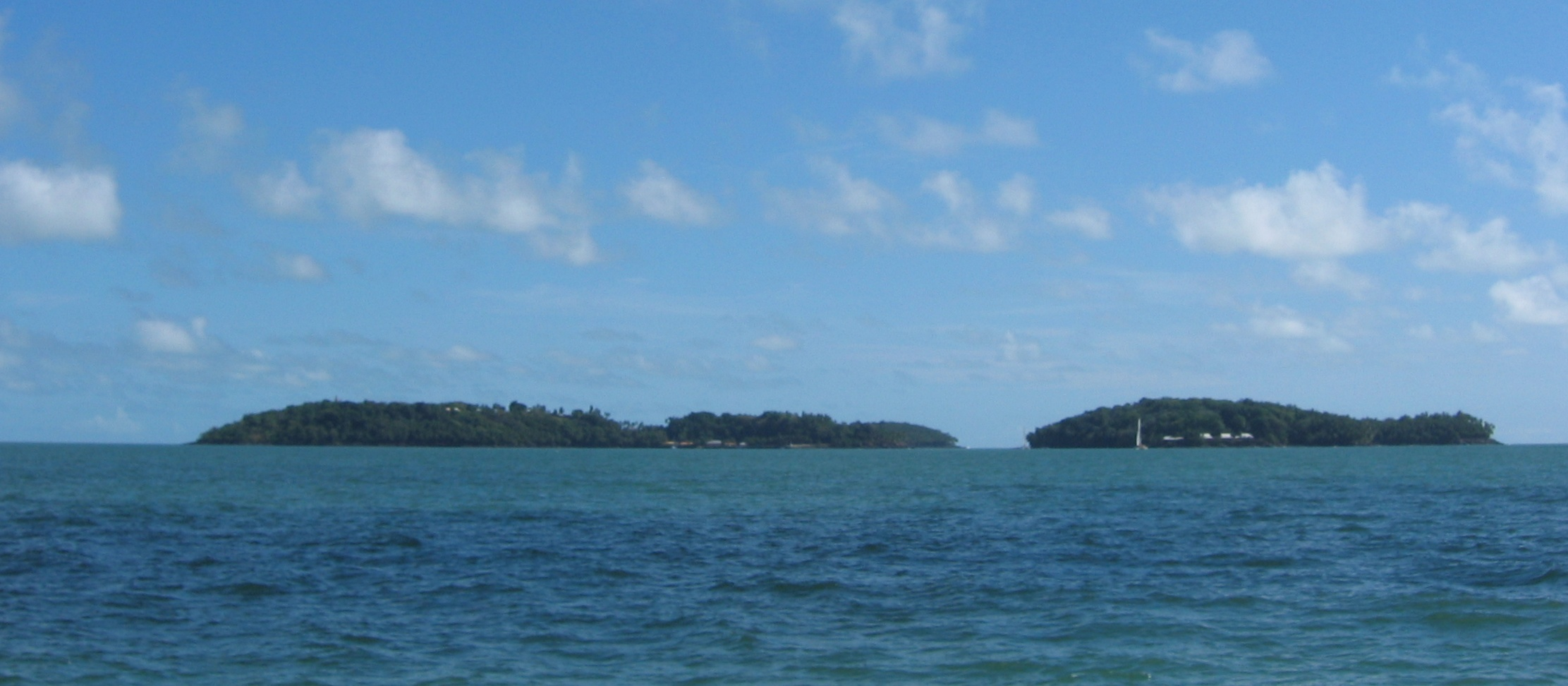
Îles du Salut

Îles du Salut – grupa 3 niewielkich wysp pochodzenia wulkanicznego na Oceanie Atlantyckim, leżących około 11 kilometrów od wybrzeża Gujany Francuskiej i mniej więcej 14 km od Kourou. Obecnie są popularnym celem turystycznym, głównie z powodu więzienia.

## Wyspy
- Île Royale (28 ha)
- Île Saint-Joseph (20 ha)
- Wyspa Diabelska (Île du Diable) (14 ha)

### Kolonia karna
Ostatnia z wysp słynie z tego, że w latach 1852–1953 znajdowała się na niej francuska kolonia karna. Niesłusznie osadzono w niej Henriego Charrière’a, który na podstawie pobytu tam napisał autobiografię pt. Papillon.